# 華月棋
華月棋（China Moon），是法國人Bruno Faidutti在1996年推出的三到五人棋類，原名為Flower of the Lotus。

## 棋具
- 漩渦狀的一連串棋格，外部端為起點，內部端為終點，每格只能放一枚棋子。終點標有一到四的名次。部分棋格畫有黑蓮花、蓮花、彈弓、蝴蝶、青蛙。
- 棋子代表青蛙，每色三枚。

- 十七個標記物，代表蓮花，紅、黃、白各五，藍、黑各一。

## 規則
- 每方輪流選青蛙的一種顏色代表己方。

- 初始排列：紅、黃、白蓮花各一朵，皆隨機放於終點處一到三的名次，藍蓮花放於第四名次。黑蓮花放於黑蓮花的棋格，餘下標記物隨機放於棋格。玩家顏色的棋子皆先放於起點。
- 棋格沒有青蛙棋子，即為空棋格。
- 每位玩家輪流移動三隻任意色青蛙，但不可都選己方顏色的青蛙。每隻青蛙的一次行動需往前越過一個空棋格，到第二個空棋格。若途中遇到青蛙，則跳過青蛙直到遇到空格。遇到叉路時，任意選一條。每隻青蛙當停在第二個的空棋格，該格若有圖案或終點，則會對該青蛙所屬顏色的玩家執行效果，和移動該青蛙的玩家無關。
  - 蓮花圖：可拿取該蓮花。
  - 彈弓圖：該青蛙需再往前行動一次。
  - 蝴蝶圖：將獲得的一朵蓮花放在該青蛙後方最近的空棋格。若青蛙所屬玩家並無取得蓮花，即不執行此效果。
  - 青蛙圖：必須與任意一個玩家交換一朵不同色蓮花。若青蛙所屬玩家並無取得蓮花，即不執行此效果。
  - 終點：依到達終點的名次，各取得名次一到四的蓮花。

- 當藍蓮花被取去，即有四隻青蛙到達終點，遊戲立即結束。各玩家依照獲得的蓮花標示物算分，高分者勝。 
  - 黑蓮花扣兩分。
  - 藍蓮花加四分。
  - 對紅、黃、白蓮花，有N同色蓮花時，加1加到N分，即{\displaystyle \sum _{k=1}^{N}k}[3]。

## 外部連結
- 遊戲介紹 （页面存档备份，存于）